# Црква Светог Вазнесења Господњег у Жабици
Црква Светог Вазнесења Господњег у Жабици је храм Српске православне цркве који припада Епархији захумско-херцеговачкој и приморској. Налази се у селу Жабица, Љубиње, Република Српска, Босна и Херцеговина.
Црква је обновљена 1905. године. Осим датума обнове, значајнији подаци о овој цркви нису сачувани. Саграђена је од камена и покривена црепом. У њој се служи два пута годишње.